# Eberhard Nestle
Christof Eberhard Nestle, född den 1 maj 1851 i Stuttgart, död där den 9 mars 1913, var en tysk teolog och orientalist. Han var bror till Wilhelm Nestle.
Nestle, som blev filosofie doktor 1874, var gymnasielärare i Ulm 1883–1890 och 1893–1898, tillförordnad professor i Tübingen 1890–1893 och professor vid protestantiska seminariet i Maulbronn från 1898. Han är känd för sina kritiska texteditioner av Nya testamentet på grekiska (2 band, 1898; flera nya upplagor, senare utgivna av sonen Erwin Nestle och av Kurt Aland). Av Nestles övriga skrifter kan nämnas Conradi Pellicani de modo legendi et intelligendi Hebraeum (1877), Psalterium tetraglottum (1879), Syrische Grammatik, mit Litteratur, Chrestomathie und Glossar (2:a upplagan l888), Septuagintastudien (1886–1911), Marginalien und Materialien (1893), Philologica sacra (1896) och Einführung in das griechische N.T. (1897; 4:e upplagan 1923).